# Canywera
Canywera är ett vattendrag i Burundi.   Det ligger i provinsen Cibitoke, i den nordvästra delen av landet, 60 kilometer norr om huvudstaden Bujumbura.
Omgivningarna runt Canywera är en mosaik av jordbruksmark och naturlig växtlighet. Runt Canywera är det tätbefolkat, med 276 invånare per kvadratkilometer.